# Olympische Sommerspiele 1936/Rudern – Zweier mit Steuermann
Die Ruderregatta im Zweier mit Steuermann bei den Olympischen Sommerspielen 1936 fand vom 12. bis 14. August auf der Regattastrecke Berlin-Grünau statt.
Vor dem Wettkampf waren zwar polnische Boot, welches 1932 die Silbermedaille gewinnen konnte, aber auch die deutsche Besatzung wegen ihres Heimvorteils favorisiert, jedoch gab es keinen klareren Favoriten auf den Olympiasieg.
Im Vorlauf jedoch zeigte die deutsche Mannschaft mit Gerhard Gustmann, Herbert Adamski und Dieter Arend jedoch ihr Können und beendete das Rennen als Erste mit sechs Sekunden Vorsprung. Im zweiten Vorlauf zog die französische Mannschaft direkt ins Finale ein, obwohl diese im Vorlauf der Deutschen nur Vierte geworden wäre. Über das Halbfinale sicherten sich Dänemark, Jugoslawien, Italien und die Schweiz die restlichen Finalplätze. Im Finale führte etwa bis zur Hälfte des Rennens der Europameister von 1935 Italien das Feld an, diese wurden jedoch im weiteren Laufe von der deutschen Mannschaft überholt, die mit 13 Sekunden Vorsprung Olympiasieger wurde. Italien konnte sich den Silberrang sichern und die Franzosen mit Marceau Fourcade, Georges Tapie und ihrem Steuermann Noël Vandernotte, der zum Zeitpunkt des Finales erst 12 Jahre und 233 Tage alt war, gewannen Bronze.

## Zeitplan
| Datum           | Runde      |
| --------------- | ---------- |
| 12. August 1936 | Vorläufe   |
| 13. August 1936 | Halbfinale |
| 14. August 1936 | Finale     |

## Vorläufe
Die beiden Siegerboote der Vorläuf qualifizierten sich direkt für das Finale. Alle weiteren Boote mussten im Halbfinale antreten.

### Vorlauf 1
| Rang | Athleten                                      | Nation             | Zeit (min) |
| ---- | --------------------------------------------- | ------------------ | ---------- |
| 1    | Gerhard Gustmann Herbert Adamski Dieter Arend | Deutsches Reich    | 7:27,3     |
| 2    | Almiro Bergamo Guido Santin Luciano Negrini   | Königreich Italien | 7:33,6     |
| 3    | Károly Győry Tibor Mamusich László Molnár     | Ungarn             | 7:36,5     |
| 4    | Jerzy Braun Janusz Ślązak Jerzy Skolimowski   | Polen              | 7:53,9     |
| 5    | Tom Curran Joe Dougherty George Loveless      | Vereinigte Staaten | 7:55,6     |
| 6    | Estevam Strata José Ramalho Decio Klettenberg | Brasilien          | 8:13,7     |

### Vorlauf 2
| Rang | Athleten                                        | Nation      | Zeit (min) |
| ---- | ----------------------------------------------- | ----------- | ---------- |
| 1    | Marceau Fourcade Georges Tapie Noël Vandernotte | Frankreich  | 7:38,4     |
| 2    | Remond Larsen Carl Berner Aage Jensen           | Dänemark    | 7:41,1     |
| 3    | Georges Gschwind Hans Appenzeller Rolf Spring   | Schweiz     | 7:48,7     |
| 4    | Ivo Fabris Elko Mrduljaš Pavao Ljubičić         | Jugoslawien | 7:53,3     |
| 5    | Tsutomu Mitsudome Osamu Abe Taro Teshima        | Japan       | 7:53,4     |
| 6    | Karel Hardeman Ernst de Jonge Hans van Walsem   | Niederlande | 7:56,9     |

## Halbfinale
Die schnellsten zwei Boote der beiden Läufe qualifizierte sich für das Finale.

### Halbfinale 1
| Rang | Athleten                                      | Nation             | Zeit (min) |
| ---- | --------------------------------------------- | ------------------ | ---------- |
| 1    | Remond Larsen Carl Berner Aage Jensen         | Dänemark           | 8:51,1     |
| 2    | Georges Gschwind Hans Appenzeller Rolf Spring | Schweiz            | 8:58,9     |
| 3    | Karel Hardeman Ernst de Jonge Hans van Walsem | Niederlande        | 9:03,1     |
| 4    | Tom Curran Joe Dougherty George Loveless      | Vereinigte Staaten | 9:13,6     |
| 5    | Estevam Strata José Ramalho Decio Klettenberg | Brasilien          | 9:32,3     |

### Halbfinale 2
| Rang | Athleten                                    | Nation             | Zeit (min) |
| ---- | ------------------------------------------- | ------------------ | ---------- |
| 1    | Almiro Bergamo Guido Santin Luciano Negrini | Königreich Italien | 8:50,0     |
| 2    | Ivo Fabris Elko Mrduljaš Pavao Ljubičić     | Jugoslawien        | 8:53,8     |
| 3    | Jerzy Braun Janusz Ślązak Jerzy Skolimowski | Polen              | 8:56,2     |
| 4    | Tsutomu Mitsudome Osamu Abe Taro Teshima    | Japan              | 9:06,3     |
|      | Károly Győry Tibor Mamusich László Molnár   | Ungarn             | DNS        |

## Finale
| Rang | Athleten                                        | Nation             | Zeit (min) |
| ---- | ----------------------------------------------- | ------------------ | ---------- |
| 1    | Gerhard Gustmann Herbert Adamski Dieter Arend   | Deutsches Reich    | 8:36,9     |
| 2    | Almiro Bergamo Guido Santin Luciano Negrini     | Königreich Italien | 8:49,7     |
| 3    | Marceau Fourcade Georges Tapie Noël Vandernotte | Frankreich         | 8:54,0     |
| 4    | Remond Larsen Carl Berner Aage Jensen           | Dänemark           | 8:55,8     |
| 5    | Georges Gschwind Hans Appenzeller Rolf Spring   | Schweiz            | 9:10,9     |
| 6    | Ivo Fabris Elko Mrduljaš Pavao Ljubičić         | Jugoslawien        | 9:19,4     |